# モハメッド・ラヒヤニ
モハメッド・ラヒヤニ（Mohamed Lahyani、1966年6月27日 - ）は、モロッコ出生で、スウェーデン出身のテニス競技国際審判員である。

## 経歴・人物
1966年6月27日にモロッコで出生し、生後1年で両親がスウェーデンのウプサラに移住した為、そこで育つ。
少年時代からテニスに親しみ、スウェーデンからビョルン・ボルグ、ステファン・エドベリが世界の強豪として登場したこともあって周囲ではテニスブームであったが、ラヒヤニ自身は選手になることはなかった。ラヒヤニは実家がレストランを経営していたために料理人か、体育教師が志望であったという。
しかしラヒヤニは審判員になることに魅力を覚え、その道を目指すようになる。ワルシャワ（ポーランド）の国際テニス連盟（ITF）審判学校に入学してテニス審判に必要な教育を受けると、1991年にラヒヤニは国際テニス連盟（ITF）公認のホワイトバッジを取得し、公認審判員の地位を得た。
ラヒヤニは1992年のバルセロナオリンピックテニス競技でラインズマンを務めたのが最初の国際試合における業務であった。翌年の1993年にITF公認ブロンズバッジ、1995年にシルバーバッジ、1997年にゴールドバッジと取得し、男子プロテニス協会（ATP）ツアー専従審判員となった。
ラヒヤニが主審として裁いた試合の中には、ジョン・イスナー（アメリカ合衆国） VS ニコラ・マユ（フランス）が3日がかり合計11時間5分の死闘を戦った2010年ウィンブルドン選手権男子シングルス1回戦や、アンディ・マリー（英国）がノバク・ジョコビッチ（セルビア）に勝利し、1936年のフレッド・ペリー以来77年ぶりとなる開催国選手優勝となった2013年ウィンブルドン選手権男子シングルス決勝戦などがある。
ラヒヤニは審判になってから「年に30週は世界各国を飛び回り、500試合を裁く」と語り、自身は2010年ウインブルドン選手権のイスナー VS マユ戦の後に「（旅客機の）エコノミークラスで移動しているから、7時間コートに座ることなど何ともない」と記者団に心中を吐露している。なお、自身はマラガ（スペイン）在住である。
ラヒヤニは2011年の全米オープンの際には、ATPに対して専従審判員の待遇改善を求めてフランス人審判のセードリック・ムゥーリエらと共に大会審判員の業務をボイコットしたこともあるなど、硬骨漢の一面も持っている。